# Athyreus tridens
Athyreus tridens es una especie de coleóptero de la familia Geotrupidae.

## Distribución geográfica
Habita en Argentina, Paraguay, Bolivia y Brasil.